# Wadgassen
Wadgassen är en kommun och ort i Landkreis Saarlouis i förbundslandet Saarland i Tyskland.
De tidigare kommunerna Differten, Hostenbach, Schaffhausen och Werbeln uppgick kommunen Wadgassen 1 januari 1974.